# Pintorpafrun
Pintorpafrun är en sägen om en grym slottsfru som plågade livet ur tjänstefolk och torpare. Legenden är en av de mest kända av alla svenska sägner om vålnader, vita damer och svarta fruar som spökar på slott och herresäten. Pintorpafrun förknippas med Ericsbergs slott i Södermanland som under medeltiden hette Pinnatorp. Pintorpafrun har också blivit ett allmänt begrepp för en grym slottsfru som går igen och spökar på svenska slott.

## Sägnens ursprung

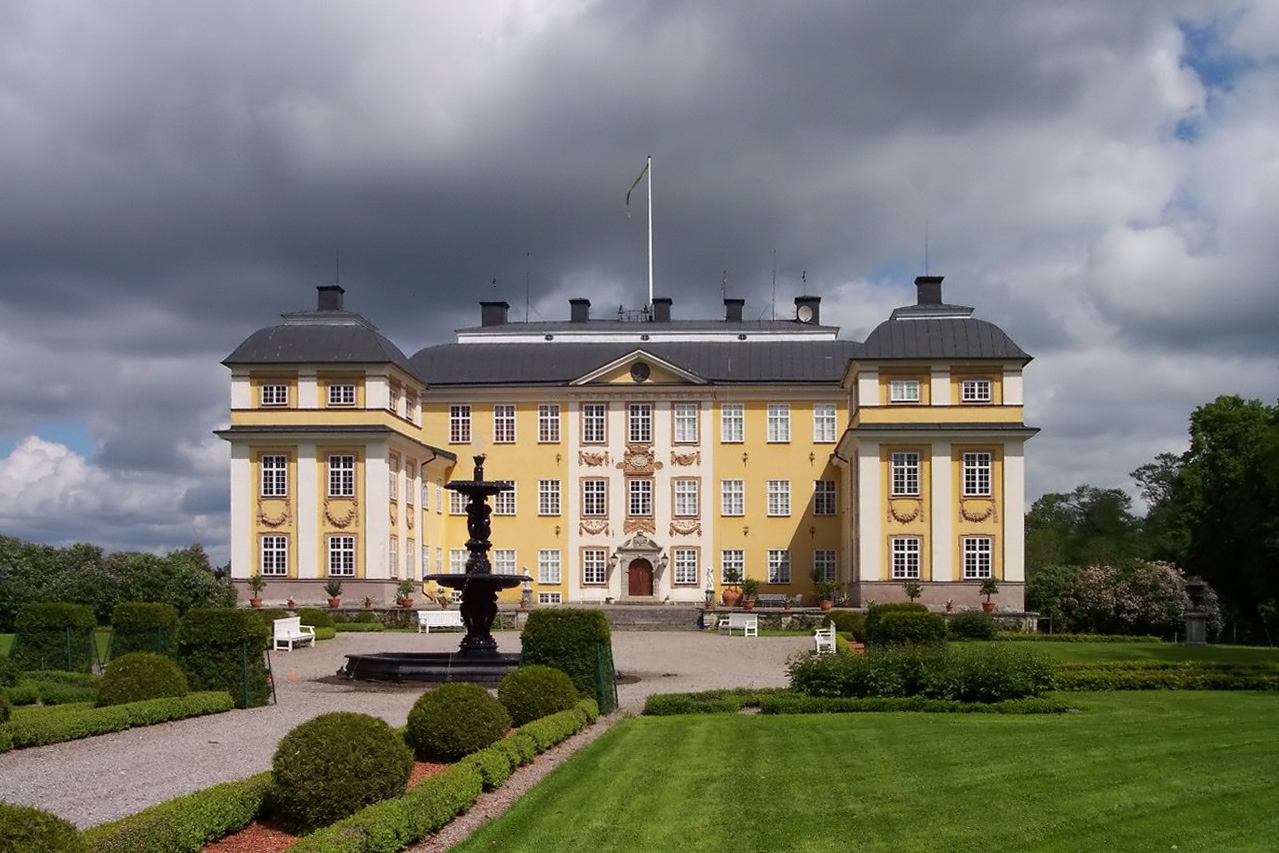
Ericsbergs slott

Berättelsen om Pintorpafrun finns i flera varianter men gemensamt är berättelsen om en slottsfru som blev bestraffad av djävulen för sin snålhet och grymhet mot sina undersåtar och som klagande och ångrande kommer tillbaka som en vålnad. Bland de mest kända Pintorpafruarna är Beata von Yxkull och fru Anna Karlsdotter, två starka kvinnor som överlevde sina män och skötte godset Pinntorp. Namnet Pintorpafrun associerar till gården Pinntorp, nuvarande Ericsberg i Sörmland. Ortnamnets likhet har således blivit en förklaringssägen för en tyrannisk härskarinna som pinar sina anställda torpare.

### Sägnen som socialkritik
Historien om Pintorpafrun har även sina rötter i en socialkritiskt utformad version som kombineras av två äldre, den ena av danskt och den andra av tyskt ursprung. Under 1600-talet låg Sverige i krig under 66 år. Det innebar att många män var borta. Istället tog kvinnorna över skötseln av slott och gårdar och de sägs ofta ha styrt sina undersåtar med hårda nypor. De beskrivs som onda och ibland väldigt grymma. Efter sin död lär dessa slottsfruar ha drabbats av svår ånger; de fick ingen ro i sina gravar utan de gick igen och hemsökte sina gods. Att torpare och tjänstefolk kritiserade sitt herrskapsfolk var otänkbart. Därför talade man istället om onda vålnader av tidigare hädangångna slottsfruar.

## Folksagan
Den här folksagan hävdar att fru Anna Oxenstierna, syster till Svante Gustafsson (Banér), han som blev "knäad" (fälld) av en häst, var Pintorpafrun och berättelsen flyttats till Karl X Gustavs regering.
"Där Eriksbergs herresäte nu reser sin pampiga slottsbyggnad, bland parker och trädgårdar låg fordom en egendom som hette Pintorp. Och vid den har sägnen fäst den hemska berättelsen om Pintorparfrun. På Pintorp bodde en adelsman som vid sin död i unga år lämnade gods och ägodelar till sin änka. I stället för att vara en god husmor för sina talrika underhavande, utarmade hon dem på alla vis och misshandlade på det grymmaste. Under slottet hade hon djupa fängelsehålor där mången oskyldig försmäktade. Mot barn och tiggande hetsade hon arga hundar. Och den som inte infann sig på rätt tid till arbetet kunde vara säker på att återvända hem om kvällen med ryggen hudflängd.
Tidigt en morgon när dagsverksfolket samlades stod Pintorpafrun på slottstrappan och såg en stackars torpare komma för sent. Skummande av vrede överöste hon honom med ovett och förbannelser och befallde honom att fälla den största eken som fanns på godset. Innan kvällen skulle han köra den ohuggen med toppen förut fram till gården. Om han inte verkställde befallningen till punkt och pricka så skulle han utan nåd och förskoning drivas från torpet och allt han ägde skulle tillfalla gården.
Grubblande över den hårda domen gick torparen till skogen där han mötte en gammal man som frågade honom om varför han var så ledsen. - Därför att det är slut på mig om vår herre inte kommer med hjälp, suckade den olycklige och talade om vilket beting hans matmor har förelagt honom. - Oroa dig inte, sa den okände. Hugg den här eken och sätt dig på stammen så skall Erik (Gyllenstierna) och Svante (Banér) dra den till slottet. Torparen gjorde som gubben sagt och börja hugga och redan vid tredje hugget så föll trädet med ett väldigt brak till marken. Därpå satte sig torparen på stammen med kronan framåt och genast började trädet röra sig som om det hade dragits av hästar. Snart blev farten så hög att gärdesgårdar och grindar kastades som stickor längs efter vägen. Och inom kort var eken på borggården. Just som toppen törnade mot slottsporten snavar en av en osynliga dragarna och en röst hördes säga: - Vad knäar du, Svante? Pintorpafrun som stod på trappan förstod vem som var torparens hjälpare, men i stället för att ångra sig så började hon svära och hota torparen med fängelse".
Berättelsen avslutas med att djävulen rider fram till slottet med en svart vagn och hämtar slottsfrun, hennes präst och kammarjungfru. Djävulen tar dem till ett slott och plågar slottsfrun i en våldsam vals som slutar med att fru Anna och prästen sänds ner till helvetet medan kammarjungfrun återvänder och berättar historien.

### Visan
Berättelsen ovan är troligtvis en bearbetning av poeten Wilhelm von Brauns mycket populära dikt "Pintorpafrun" som såldes som skillingtryck under 1800-talet, men det fanns flera populära visor om historien. Von Brauns dikt är en blandning av olika sägenversioner där en 1500-talssägnen om fru Anna Karlsdotter möter en 1600-talsberättelse om fru Anna Oxenstierna. Nedan följer de sex verserna som inleder visan:

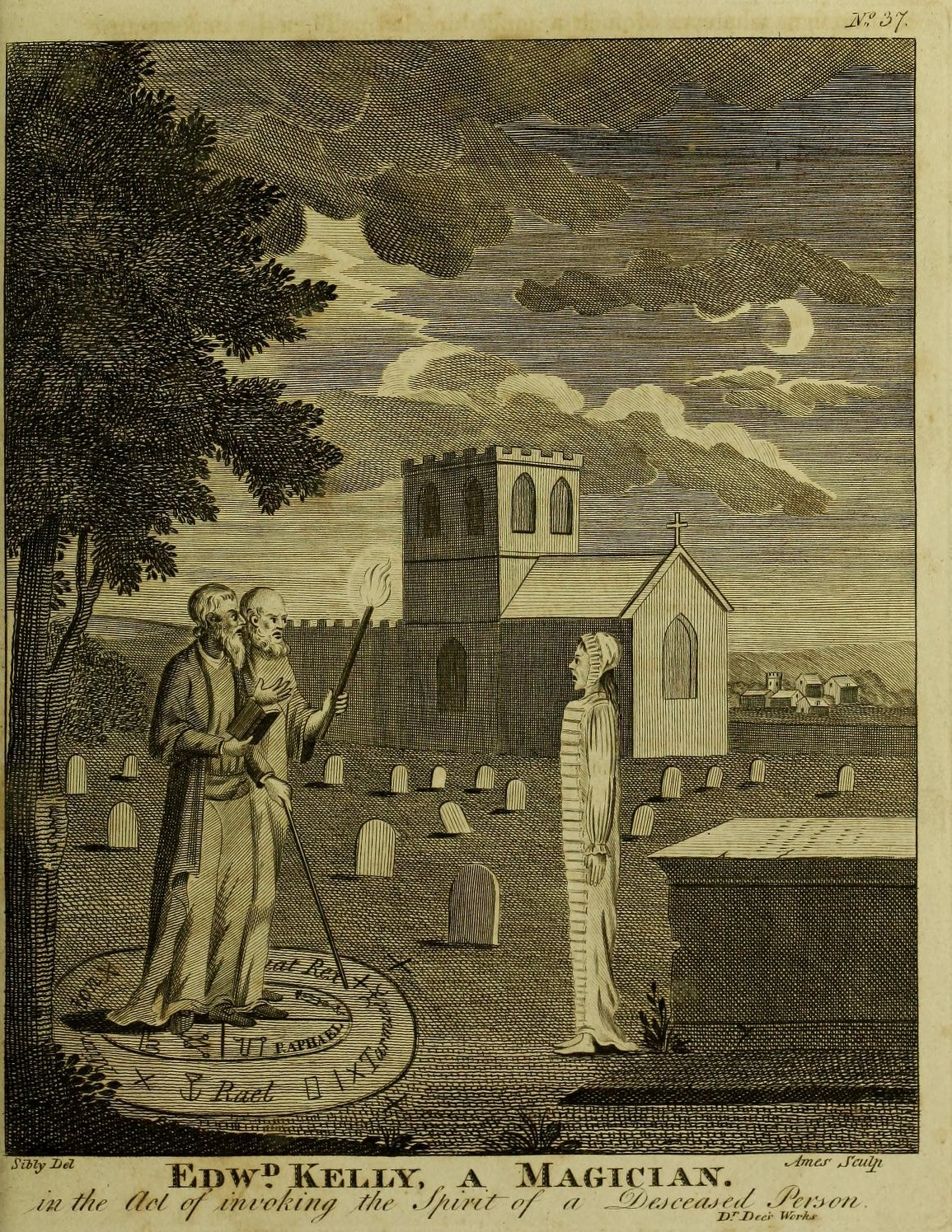
Esoteriken John Dee (1527-1608) som frammanar en vålnad

Pintorpa-frun
I Södermanland, på sitt slott Eriksberg,
Där bodde en änka, fru Anna,
Som sög sina bönders och torpares märg,
Samt hade av galla en kanna.
Hon trätte och svor ifrån morgon till kväll
Och nyttjade nageln och näven.
Vad pigorna fingo okristligt med smäll!
Och spöstuga hade hon även.
Där hängde hon bönder och tjänare opp
Och gav dem på pälsen så svåra,
Fru Anna hanterade människokropp,
Så ögonen månde sig tåra.
Hon hetsade hundar på tiggare små
Och log, när de skreko för bettet.
Bad någon om mat, blev hon gulblek och blå,
Och for som hon varit från vettet.
Hon svälte sitt folk, lät det äta ur ho
Den skällaste välling och grina.
Men hade en bonde en mjölkande ko
Hon drev den i stallet till sina.
Så levde fru Anna. Men ryktets basun
Om namnet och minnet tog vården:
I trakten hon kallades Pintorpa-frun
Och Pinatorp kallades gården.

## Möjliga Pintorpafruar

### Anna Karlsdotter
Anna Karlsdotter (död 1552) var slottsfru på Pintorp. Fru Anna var den siste av Vinstorpaätten som kom från Vinstorpa säteri vid Ulricehamn. I sitt första äktenskap var hon gift med Erik Karlsson (Vasa) som var kusin till Gustav Vasas far. Hennes första man dog 1491 och hon gifte om sig med Erik Eriksson (Gyllenstierna) d.y. som blev ihjälslagen 1502. Hon lämnade gården Vinstorpa i Västergötland och köpte 1508 gården Pintorp i Sörmland, som hon styrde i nästan 50 år. Fru Anna födde tolv barn varav hälften dog som spädbarn. Hennes dotterdotter Margareta Eriksdotter blev Gustav Vasas andra fru och Sveriges drottning. Det finns inga källor som säger att hon var en grym slottsfru som torterade torpare på sitt gods, men hon var en mycket mäktig änka och räddes inte att bråka med kung Gustav och tvista om arvet efter sin män.

### Beata von Yxkull

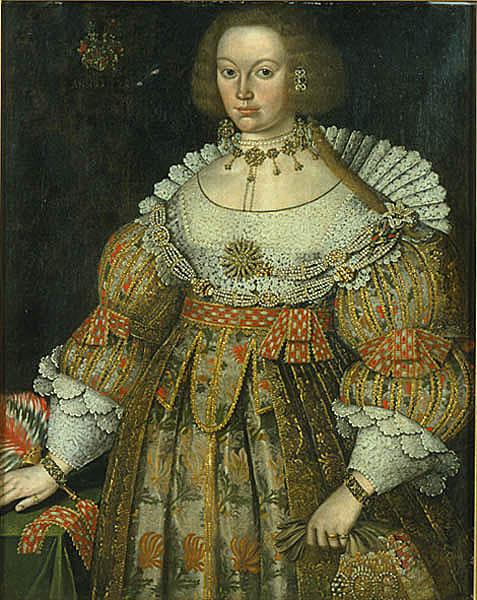
Beata von Yxkull

Beata von Yxkull (1618–1667) gifte sig 1636 med Pintorps ägare, riksrådet Erik Karlsson Gyllenstierna (1602–1657), men eftersom han ofta var borta kom gårdens skötsel att till stor del lämnas åt Beata, en uppgift som hon fortsatte med efter makens död. Hennes mellanson Kristofer Gyllenstierna lät slutföra en ombyggnad av slottet, som därefter fick det mer ståndsmässiga namnet Ericsberg efter hans fader. I Bälinge kyrka kom den beryktade "Pintorpafrun" Beata von Yxkull att få sin sista viloplats tillsammans med maken riksrådet Erik Gyllenstierna. Beata har oförtjänt blivit den som oftast utpekats som Pintorpafrun. Det finns inga källor som säger att hon var grym och orättvis eller på annat sätt kan kopplas till legenden.

### Anna Oxenstierna
Anna Gustafsdotter Banér (1585–1656) föddes på Djursholms slott, som dotter till Gustav Axelsson Banér och hon var syster till Svante Gustafsson Banér. Fadern blev halshuggen år 1600 i Linköpings blodbad. Anna blev gift med riksrådet Gabriel Bengtsson Oxenstierna och hon beskrivs i Wilhelm von Brauns skillingtryck som Pintorpafrun, fast hon aldrig varit slottsfru på godset Pintorp. Hennes bror Svante Gustafsson Banér och Erik Eriksson Gyllenstierna figurerar i visan som goda vålnader som drar eken fram till slottsporten och räddar torparen från bestraffning.

### Barbro Påle
Barbro Eriksdotter tillhörde ätten Bielke , en familj som var känd för sitt motstånd mot danskarna. Hon gifte sig 1524 med sin syster Annas styvson riddaren Måns Johansson Natt och Dag och blev slottfru på släktgården Brokind i Östergötland. Berättelsen om Barbro Eriksdotter samstämmer mycket med den om Beata Yxkull och hon kallas också för Pintorpafrun på Brokind. Det sägs att hon var en hård och elak husmor som också var trollkunnig och hon njöt av att plåga sina underlydande. Efter sin död fick hon aldrig ro och spökade så våldsamt i Linköpings domkyrka, att man flyttade kistan till sockenkyrkan vid Brokind. Där drev man en påle genom hennes kropp så hon skulle bli kvar i jorden. Det var så hon fick namnet ”Barbro Påle”. En annan sägen hävdar att man slutligen kastade hennes kista i Tarmsjön vid Brokind, först då blev det lugnt på slottet, men att hennes vålnad fortsatte spöka vid sjön.

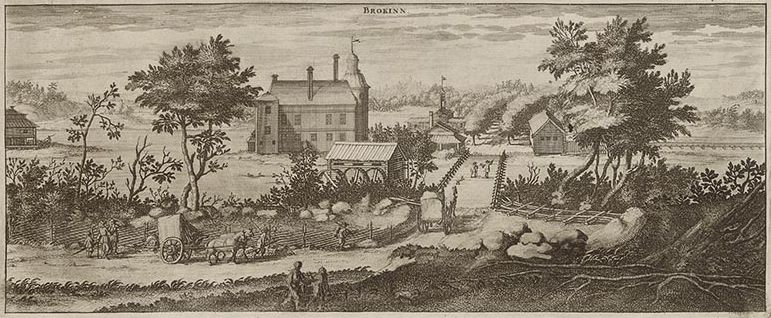
Brokind omkring 1700, Suecia antiqua et hodierna.

## I skönlitteraturen
Legenden om Pintorpafrun har använts litterärt av Gustaf Fröding i hans dikt om Gamle grevinna på Gampertin och av Margit Söderholm i romanen Grevinna.